# Second fiddle
Second Fiddle es una película británica, de 1957, de los géneros comedia y romántico. Dirigida por Maurice Elvey y protagonizada por Adrienne Corri, Thorley Walters, Lisa Gastoni (22 años), Richard Wattis. 
En esta película, la cámara está en gran parte quieta; las pocas secuencias en las que se mueve -en particular, una escena en la que la mujer está a punto de salir en un viaje de negocios- la cámara se mueve sólo para mantener la composición.
Este largometraje (73 minutos), filmado en blanco y negro, fue producido por Robert Dunbar para la Act Films Ltd.
Esta película fue la última que dirigió Maurice Elvey, quien casi filmó 200. La pérdida de un ojo y una frágil salud aceleraron el retiro de Elvey, a los 70 años de edad; falleció diez años más tarde, en 1967.
Second Fiddle faltaba en el Archivo Nacional del BFI, y fue catalogado como uno de los 75 más buscados filmes perdidos del Instituto de Cine Británico (BFI). La actualización del catálogo del BFI, revela que la película se encuentra, ahora, disponible y comercialmente en DVD.

## Reparto
- Adrienne Corri: Deborah
- Thorley Walters: Charles
- Lisa Gastoni: Pauline
- Richard Wattis: Bill Turner
- Bill Fraser: Nixon
- Aud Johansen: Greta
- Madoline Thomas: Fenny
- Brian Nissen: Jack Carter
- Ryck Rydon: Chuck
- Jill Melford: Dolly
- Joy Webster: Joan
- Dino Galvani: Dino
- Johnny Briggs: Jimmy
- Launce Maraschal: Pontifex
- Frederick Piper: Potter
- Beckett Bould: General

Esta página fue traducida de Wikipedia en inglés.